# Mastophora comma
Mastophora comma là một loài nhện trong họ Araneidae.
Loài này thuộc chi Mastophora. Mastophora comma được miêu tả năm 1985 bởi Báez & Urtubey.